# Глогув (станция)
Глогув (пол. Głogów) — узловая пассажирская и грузовая железнодорожная станция в городе Глогув, в Нижнесилезском воеводстве Польши. Имеет 4 платформы и 7 путей.
Станция была построена в 1846 году, когда город Глогув (нем. Glogau, Глогау) был в составе Королевства Пруссия. Теперешнее здание вокзала построено в 1935 году. Капитальный ремонт вокзала был окончен в 2015 году.
Теперь станция Глогув обслуживает переезды на линиях: 
- Лодзь-Калиская — Форст (линия международная),
- Вроцлав-Главный — Щецин-Главный.